# Cantone di Carquefou
Il Cantone di Carquefou è una divisione amministrativa dell'arrondissement di Nantes.
A seguito della riforma approvata con decreto del 25 febbraio 2014, che ha avuto attuazione dopo le elezioni dipartimentali del 2015, non ha subìto modifiche.

## Composizione
Comprende i 4 comuni di:
- Carquefou
- Mauves-sur-Loire
- Sainte-Luce-sur-Loire
- Thouaré-sur-Loire